# 証券監督者国際機構
証券監督者国際機構（しょうけんかんとくしゃこくさいきこう、英語: International Organization of Securities Commissions）、略称 IOSCO（イオスコ）は、世界の証券市場や先物市場を規制する組織の連合体である。
加盟団体は、概して各国の証券委員会あるいは金融規制当局である。IOSCOは100ヶ国以上からの加盟団体を抱えており、それら構成国だけで世界の証券市場の95％以上を規制している。本機構の役割は、加盟団体が規制や法令の高度な水準を推進することへの支援であり、各国の規制当局が加盟団体間あるいは他の国際組織と協同するための公開討論を通して支援を行っている。
IOSCOは、世界各地の異なる場所で年に数回の会合を持つ数多くの委員会で構成されており、スペインのマドリードを拠点とする常設事務局を持っている。

## 加盟団体
IOSCOの加盟団体は、以下3種類の主要カテゴリに分けられる。
- 普通会員[注 1] (Ordinary members) は、管轄区域内の証券市場と先物市場のいずれかまたは両方について最上級の権限を持つ規制当局でなければならない。証券取引所や自主規制機関も普通会員になり得るが、管轄区域内において最上級の権限を持つ規制当局である場合に限られる。普通会員は、それぞれ一票の投票権を持つ。[1]日本からの加盟団体では、2000年7月以降、金融庁のみが普通会員である。1988年11月から金融庁発足の2000年7月までは、大蔵省のみが日本の普通会員であった。[2]

- 準会員 (Associate members) は、管轄区域内の証券市場と先物市場のいずれかまたは両方についての規制当局であり、その管轄区域内に複数の規制当局がある場合に限られる。例えば、アメリカ合衆国の商品先物取引委員会（CFTC）、国際証券委員会（International Commission of Securities）、北米証券監督者協会（NASAA）は、米証券取引委員会（SEC）をアメリカ合衆国における普通会員とした上での準会員である。日本からの加盟団体では、証券取引等監視委員会、経済産業省、農林水産省が準会員である。[2]

- 協力会員 (Affiliate members) には、証券取引所や自主規制機関、あるいは株式取引業者の各種団体などが含まれる。協力会員は投票権を持たず、執行委員会の会員資格がなく、代表委員会の会員でもない。さることながら、実際に加盟している協力会員は自主規制機関（SRO）であり、自主規制機関諮問委員会（SRO Consultative Committee）の会員となっている。日本からの加盟団体では、1993年10月以降、日本取引所グループ、日本証券業協会が協力会員である。[2]

現在、IOSCOには207団体が加盟しており、うち125団体が普通会員、18団体が準会員、64団体が協力会員である。